# Šestsetjednička
Šestsetjednička je kopec s nadmořskou výškou 602 m. Nachází se v pohoří Oderské vrchy (subprovincie pohoří Nízký Jeseník) u zaniklé německé vesnice Velká Střelná ve vojenském újezdu Libavá v okrese Olomouc v Olomouckém kraji. Místo se nachází ve vojenském prostoru a tak je bez příslušného povolení nepřístupné.

## Další informace
Kopec se nachází na ploše vojenské střelnice v dopadové ploše Součinnostní střelnice Velká Střelná. Jižním směrem pod kopcem se nachází Velká Střelná, Střelenský potok a vojenská asfaltová silnice. Východním směrem se nachází potok Bohna a údolí potoka Bohna poblíž zaniklé německé vesnice Olejovice. Severní část kopce je náhorní planinou. Vzhledem k tomu, že místo a jeho okolí slouží Armádě České republiky jako ostrá střelnice, může být vstup na místo životu nebezpečný.
Obvykle jedenkrát za rok může být „blízké okolí“ kopce veřejnosti přístupné v rámci cykloturistické akce Bílý kámen.

## Galerie

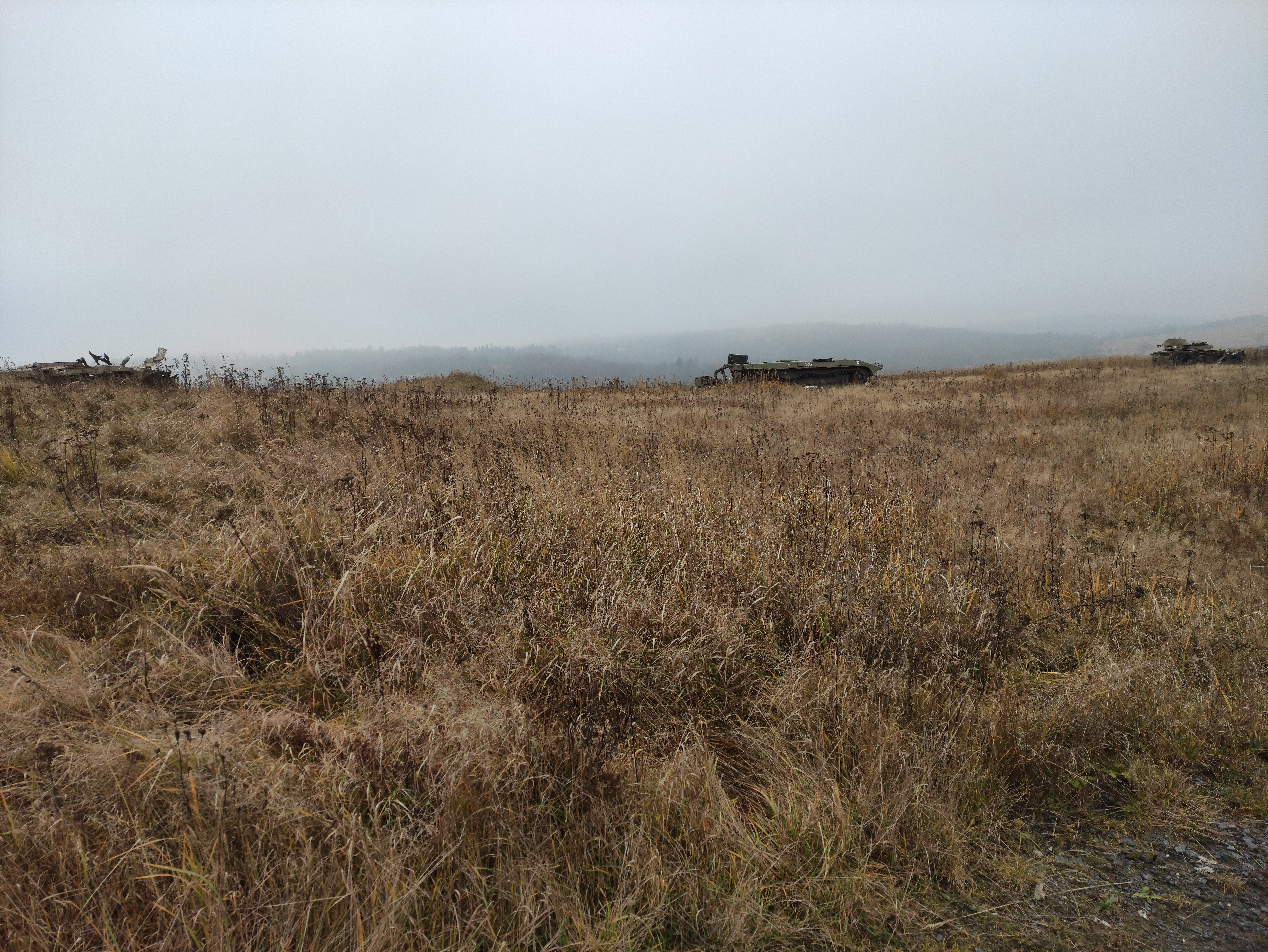
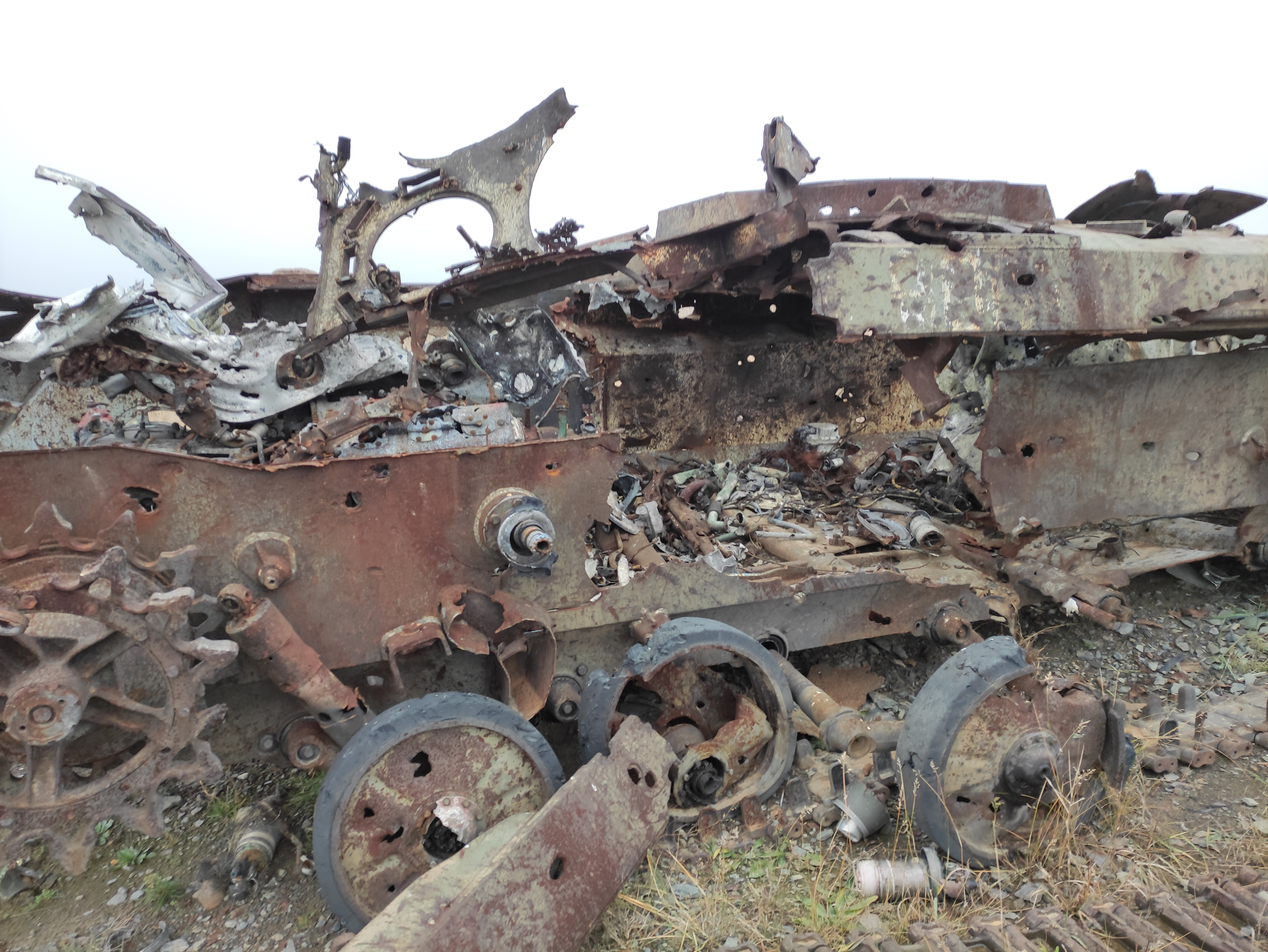
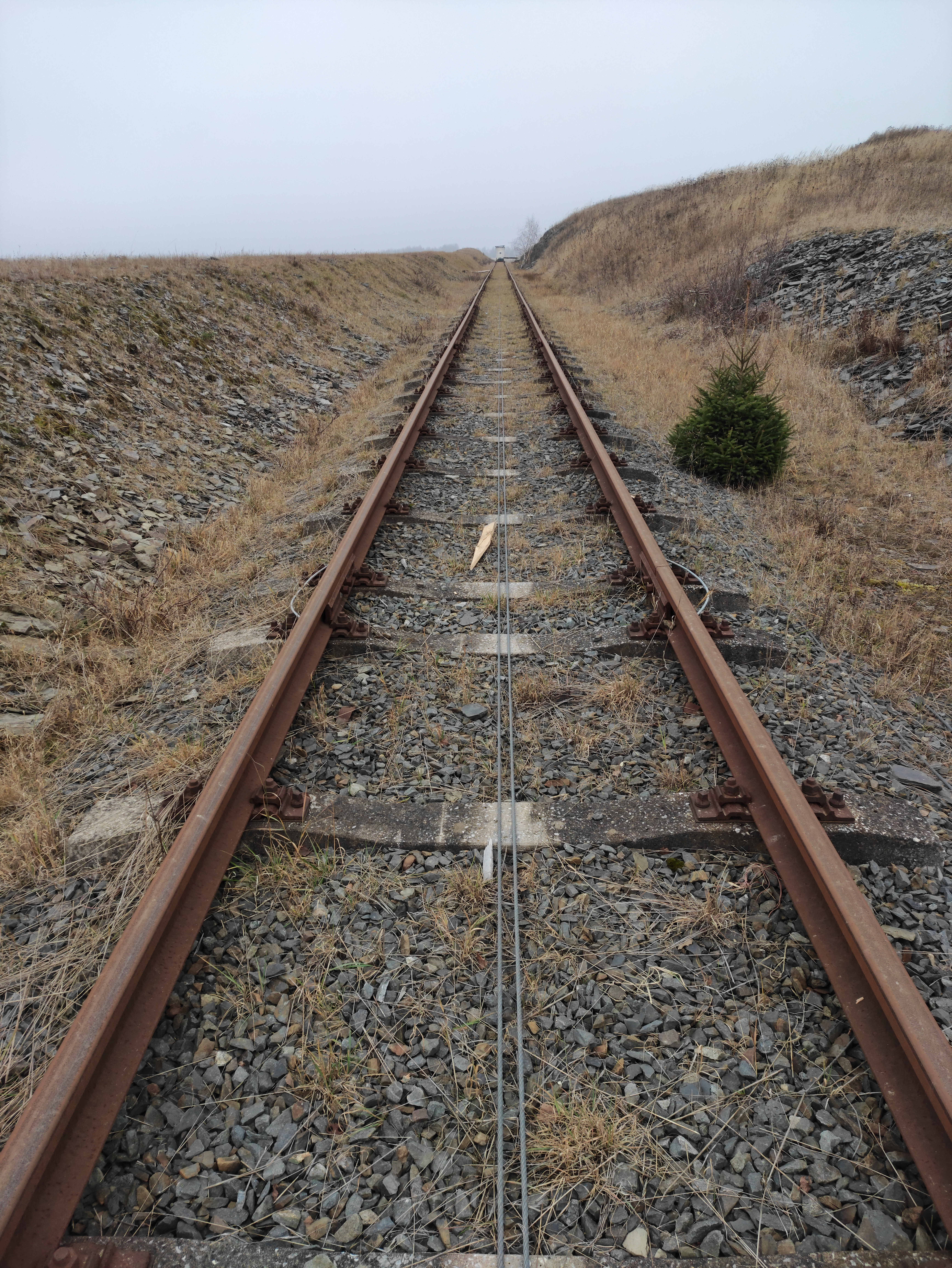
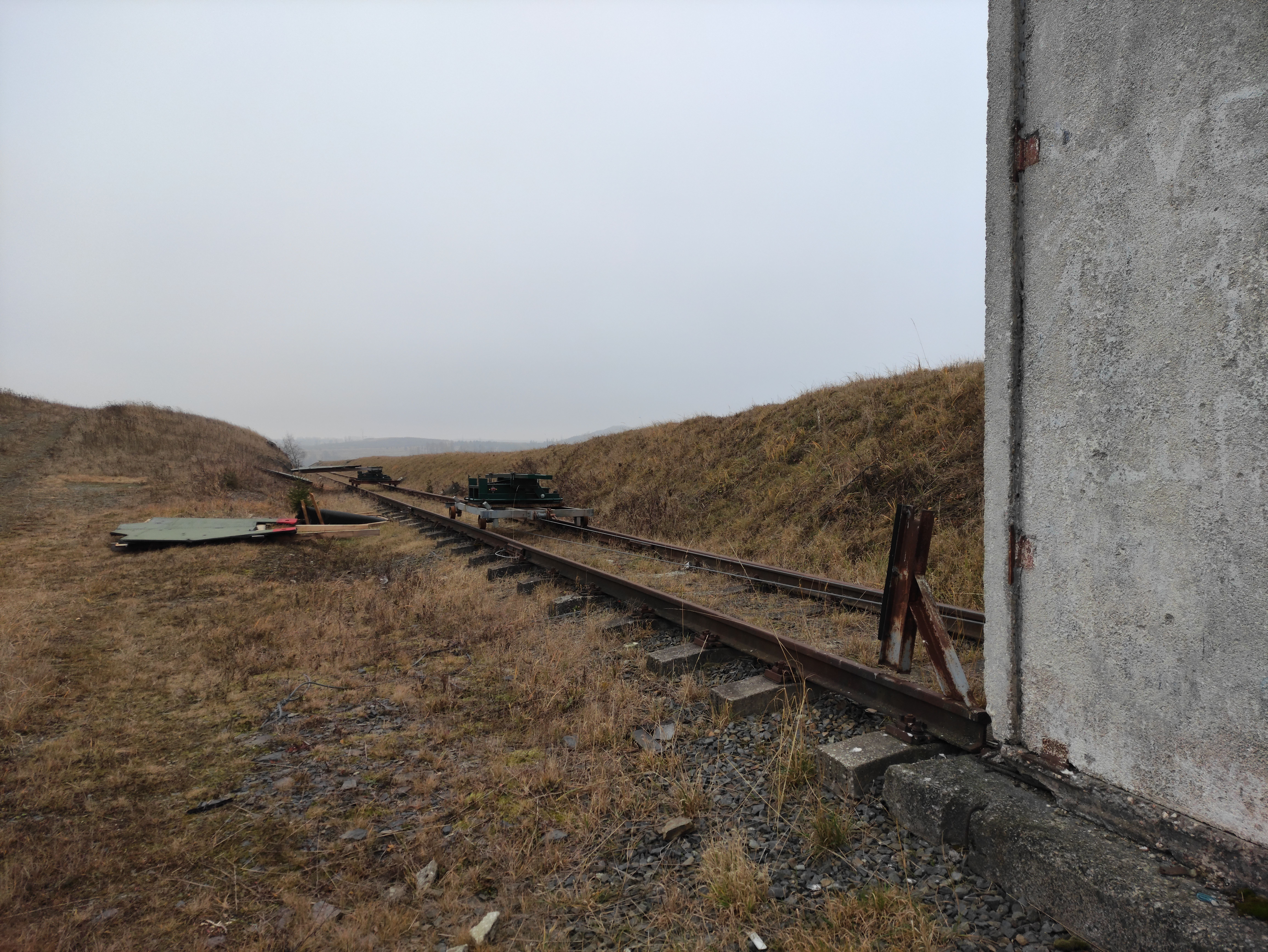
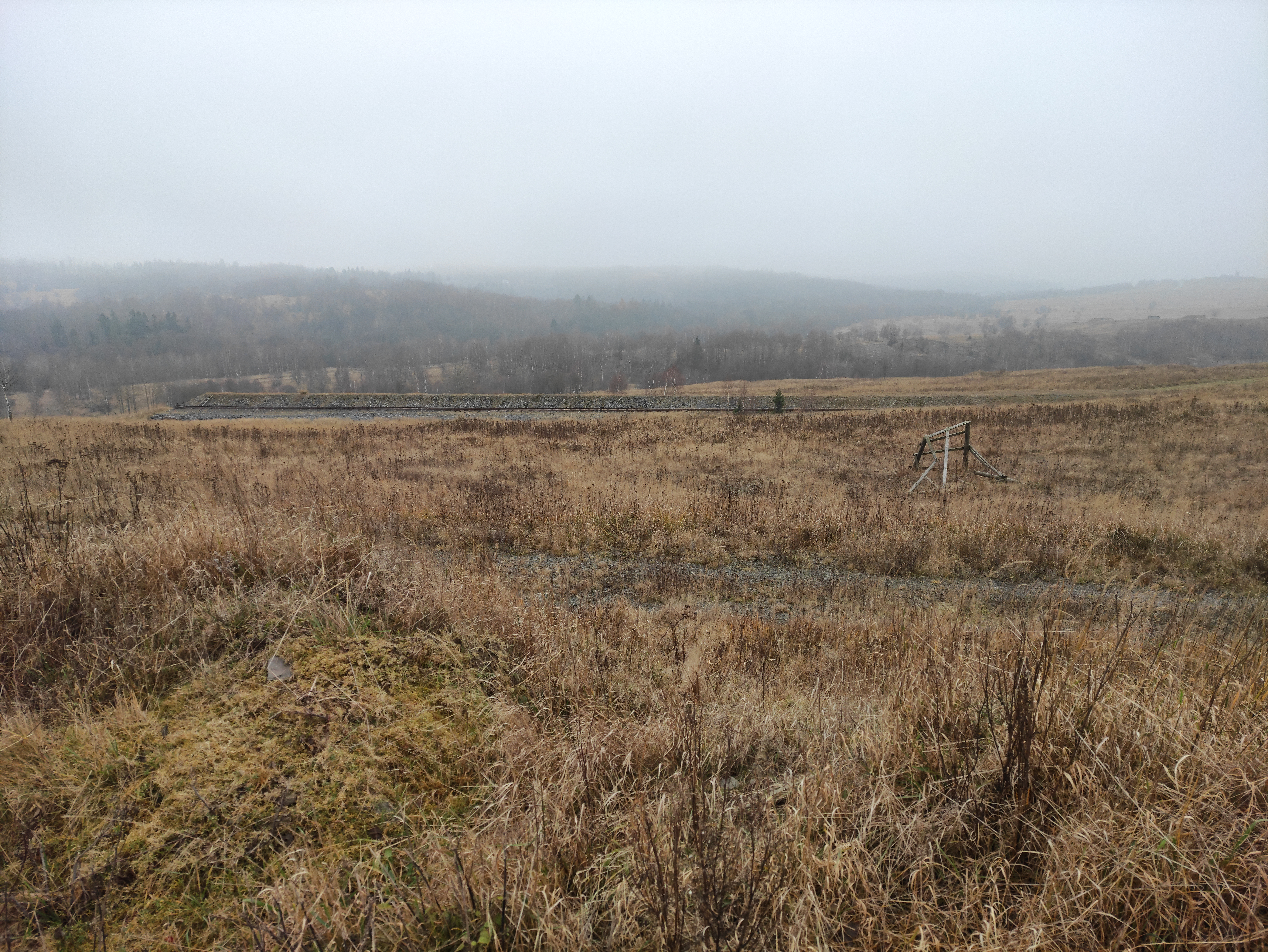
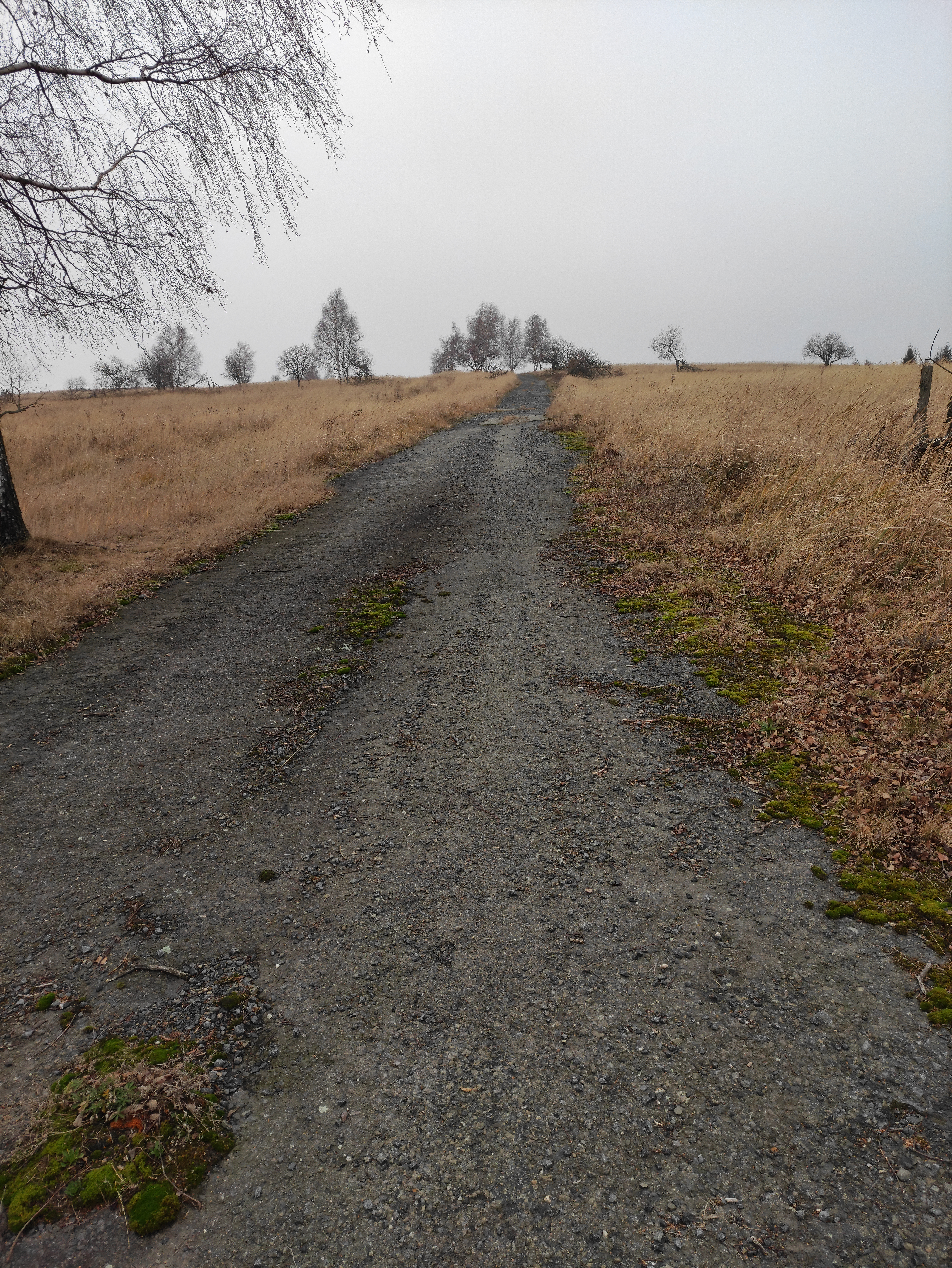